# Aleptinoides haematosticta
Aleptinoides haematosticta là một loài bướm đêm trong họ Noctuidae.